# Páll Nolsøe
Páll Nolsøe (født 26. oktober 1976 i København, opvokset i Tórshavn) er en færøsk forfatter.
Han tog sproglig gymnasieeksamen fra Hoydalar i 1996 og er uddannet cand.comm. i historie og kommunikation fra í RUC i 2006 og arbejder i landsstyrets administration i Tórshavn.
I november 2013 debuterede han som forfatter, da forlaget Sprotin udgav hans første roman, kriminalromanen Brot. I 2011 modtog han 3 måneders arbejdslegat fra Mentanargrunnur Landsins, og det gjorde det muligt for ham at tage orlov fra sit daglige arbejde og fordybe sig i arbejdet med at få romanen færdig, han havde startet med at skrive den mens han boede i Danmark.
Han er søn af statistikeren og politikeren Axel H. Nolsøe og Lena Nolsøe f. Jacobsen fra Klaksvík. Han har to døtre, født 2006 og 2008.